# Lamu (mitologia)
Lamu (Lahmu; lit. "Cabeludo"), nome de uma divindade protetora e benéfica da mitologia acadia, é um filho primogênito de Apsu e Tiamate. Ele e sua irmã Lacamu são os pais de Ansar e Quisar, o pai céu e a mãe terra, que deram origem ao deuses do panteão da Mesopotâmia. Lamu é retratado como um homem barbudo com uma faixa vermelha, geralmente com três fios e 4 a 6 ondulações na cabeça. Frequentemente é associado ao cusaricu ou homem-touro. Nos tempos sumérios Lamu pode ter significado "o enlameado". Lamu guardava os portões do templo de Enqui em Apsu Eridu. Ele e sua irmã Lacamu são divindades primordiais no épico babilônico da Criação Enuma Elis, e Lamu pode ser relacionado com (ou idênticos a) Lacamu, criaturas da Tiamate nesse épico.
Alguns estudiosos têm especulado que o nome de Belém, na verdade, originalmente continha uma referência a uma forma cananita de "Lamu", em vez de a palavra cananita para "pão", "lehem".